# 381/40 AVS
Il cannone ferroviario 381/40 AVS (Armstrong, Vickers e Schneider), denominato anche cannone da 381 ASEV. Mod. 1914, è stata la più potente arma di questo tipo costruita in Italia. Entrato in servizio all'inizio del 1917, venne ritirato dal servizio negli anni successivi, mentre la sua bocca da fuoco fu riutilizzata per la difesa costiera in torre corazzata.

## Sviluppo
Allo scoppio della prima guerra mondiale, il Regio Esercito aveva circa 150 cannoni pesanti, numero drammaticamente insufficiente: si cercò di ovviare al problema ricorrendo ampiamente alle artiglierie di marina delle postazioni costiere, mosse grazie ad affusti di fortuna. Le artiglierie ferroviarie erano completamente assenti.
Il Regio Esercito si interessò a questo tipo di armi solo dopo aver ricevuto in prestito, dall'esercito francese, alcuni cannoni ferroviari da 340 mm Mle 1912 B. Avendo avuto l'opportunità di constatarne l'efficacia in azione, si decise di incaricare l'Ansaldo di progettare un affusto ferroviario per installarvi un cannone di grande potenza. I pezzi prescelti per l'installazione furono i 381/40 Mod. 1914 che la ditta stessa aveva allestito per le navi da battaglia classe Francesco Caracciolo, la cui costruzione era stata sospesa all'inizio delle ostilità.
Il primo di questi cannoni venne approntato all'inizio del 1917.

## Tecnica
Il cannone utilizzato era il 381/40 da marina, che era sistemato su un'installazione ferroviaria appositamente progettata. Tale installazione era inserita in un treno armato del Regio Esercito così composto:
- locomotiva FS 835 o FS 851;
- installazione ferroviaria;
- due carri con cassone, ognuno dei quali con 32 proiettili;
- un carro con due cannoni antiaerei da 76/45;
- numero variabile di carri per alloggi e servizi del personale.

L'installazione ferroviaria vera e propria era lunga 24,78 metri, e pesava 212 tonnellate. Dal punto di vista tecnico, era composta da diverse parti:
- cannone da 381/40 Mod. 1914: il pezzo, in acciaio, pesava 62,6 tonnellate ed aveva una rigatura a passo costante (120 righe). Il congegno di chiusura era a vite, con sistema Welin, ed era fornito di un congegno scacciafumo.
- culla: si trattava di una struttura con forma cilindrica, dentro la quale doveva scorrere la bocca da fuoco dopo lo sparo (per il rinculo). Comprendeva anche i quattro cilindri per i freni idraulici ed i due attacchi per gli stantuffi dei ricuperatori ad aria compressa.
- affusto: trattava di una enorme struttura a trave, in metallo, sulla quale era sistemata la culla del cannone. Questa struttura era appoggiata a tre carrelli ferroviari (due posteriori a quattro assi ed uno anteriore a sei assi) tramite una sospensione elastica.

## Funzionamento
Il funzionamento di questo cannone era piuttosto complesso. Infatti, vista la potenza del pezzo, il sistema di tiro era su binario, che doveva essere appositamente predisposto.
Il puntamento di direzione veniva effettuato muovendo tutta l'installazione sul binario stesso, che aveva un raggio in curva di 150 metri. Il settore di direzione era di 38°, ma era possibile rettificarlo di un ulteriore grado una volta posizionato il complesso.
L'elevazione era invece compresa tra 0 e 25°, e veniva ottenuta tramite un congegno a vite doppia.
I proiettili utilizzati erano navali, del peso di 875 kg, che potevano essere sparati ad una gittata compresa tra i 13 ed i 24 km grazie a tre cariche ulteriori, utilizzate come esplosivo di propulsione. La celerità di tiro era di un proiettile ogni cinque minuti.
Per aumentare la stabilità durante il tiro, la parte centrale dell'affusto poggiava direttamente sul binario grazie a dei ceppi di legno, che venivano manovrati da 12 martinetti posti sui lati dell'affusto (sei per lato).

## Utilizzo
Il cannone ferroviario 381/40 AVS entrò in servizio all'inizio del 1917. Complessivamente, ne vennero approntati quattro, al costo (enorme per l'epoca) di due milioni di lire l'uno. Questi cannoni vennero utilizzati durante la prima guerra mondiale sull'Isonzo e dopo la battaglia di Caporetto sul Piave nonché sulla linea Thiene-Rocchette presso Chiuppano nel Vicentino. Dopo la dismissione dei 381/40 AVS, le bocche da fuoco smontate furono impiegate per difendere il porto di Genova nel conflitto successivo, armando nello specifico la batteria di Arenzano e la Batteria Monte Moro.